# 4 in the Morning
«4 in the Morning» (с англ. — «Четыре часа утра») ― сингл американской певицы Гвен Стефани с ее второго студийного альбома The Sweet Escape. Он не смог повторить коммерческий успех предыдущих синглов в США, заняв только 54-е место в Billboard Hot 100. Сингл был успешным в других странах, войдя в первую 10-ку в Австралии и Новой Зеландии и в первую 20-ку в нескольких европейских странах.

## История
Стефани начала работать с басистом No Doubt, Тони Канэлом, над своим вторым сольным студийным альбомом сразу после окончания тура в конце 2005 года. Они написали «4 in the Morning» вдвоем. Стефани рассказала, что ее вдохновили такие баллады, как «Killing Me Softly with His Song» и «Eyes Without a Face». Это была одна из последних песен, записанных для альбома. Стефани назвала ее одной из своих любимых песен на нем, потому что она «приносит удовольствие ее ушам». Песня была представлена на радио 8 мая 2007 года в качестве третьего сингла альбома. CD-сингл, содержащий версию альбома, два ремикса и музыкальное видео, был выпущен 22 июня 2007 года.

## Критика
Песня получила в целом положительные отзывы музыкальных критиков. Стивен Томас Эрлевайн из AllMusic назвал ее холодно чувственной. Редактор Billboard, Чак Тейлор назвал песню мелодичной ретро-балладой. Аманда Мюррей из Sputnikmusic также подумала, что песня напоминает Мадонну эпохи «Crazy for You». Бьянка Грейси из Idolator назвала ее легкой, но при этом эмоциональной балладой 80-х годов, которая подчеркивает нежный вокал Стефани.

## Видеоклип
Сопровождающее музыкальное видео было снято режиссером, Софи Мюллер и показывает плачущую и обезумевшую Стефани, лежащую в постели. Клип имел успех у музыкальных каналов и часто транслировался.

## Трек-лист
- UK and German CD single[6][7]

1. "4 in the Morning" (album version) – 4:51
2. "4 in the Morning" (Thin White Duke Edit) – 4:55

- Australian and German CD maxi single[8][9]

1. "4 in the Morning" (album version) – 4:51
2. "4 in the Morning" (Thin White Duke Edit) – 4:55
3. "4 in the Morning" (Oscar the Punk Remix) – 5:41
4. "4 in the Morning" (video) – 4:24

## Чарты
| Чарт (2007)                                | Высшая позиция |
| ------------------------------------------ | -------------- |
| Австралия (ARIA)                           | 9              |
| Австрия (Ö3 Austria Top 40)                | 18             |
| Бельгия/Фландрия (Ultratop 50)             | 50             |
| Бельгия/Валлония (Ultratip Bubbling Under) | 3              |
| Канада (Billboard Canadian Hot 100)        | 17             |
| Канада (Billboard AC)                      | 29             |
| Канада (Billboard CHR/Top 40)              | 17             |
| Канада (Billboard Hot AC)                  | 6              |
| СНГ (TopHit)                               | 4              |
| Чехия (Rádio — Top 100)                    | 43             |
| Дания (Tracklisten)                        | 35             |
| Europe (European Hot 100 Singles)          | 27             |
| Финляндия (Suomen virallinen lista)        | 10             |
| Франция (SNEP)                             | 21             |
| Германия (GfK)                             | 18             |
| Global Dance Tracks (Billboard)            | 15             |
| Венгрия (Dance Top 40)                     | 32             |
| Ирландия (IRMA)                            | 12             |
| Италия (FIMI)                              | 17             |
| Нидерланды (Dutch Top 40)                  | 14             |
| Нидерланды (Single Top 100)                | 27             |
| Новая Зеландия (Recorded Music NZ)         | 5              |
| Норвегия (VG-lista)                        | 14             |
| Poland (Airplay Chart)                     | 5              |
| Romania (Romanian Top 100)                 | 4              |
| Шотландия (OCC Scotland)                   | 19             |
| Словакия (Rádio — Top 100)                 | 12             |
| Швеция (Sverigetopplistan)                 | 30             |
| Швейцария (Schweizer Hitparade)            | 18             |
| Великобритания (OCC UK Singles)            | 22             |
| Великобритания (OCC UK Hip Hop/R&B)        | 3              |
| США (Billboard Hot 100)                    | 54             |
| США (Billboard Adult Contemporary)         | 25             |
| США (Billboard Adult Pop Airplay)          | 16             |
| США (Billboard Dance Club Songs)           | 2              |
| США (Billboard Pop Airplay)                | 16             |
| US Pop 100 (Billboard)                     | 30             |

| Чарт (2007)                       | Позиция |
| --------------------------------- | ------- |
| Australia (ARIA)                  | 79      |
| CIS (Tophit)                      | 22      |
| Netherlands (Dutch Top 40)        | 89      |
| New Zealand (Recorded Music NZ)   | 26      |
| Romania (Romanian Top 100)        | 17      |
| Switzerland (Schweizer Hitparade) | 92      |
| US Dance Club Songs (Billboard)   | 16      |

## Сертификации
| Регион | Сертификация | Продажи |
| --- | ------------ | ------- |
| Австралия (ARIA) | Платиновый   | 70 000^ |
| США (RIAA) | Золотой      | 500 000 |
| ^ Данные о тиражах приведены только на основе сертификации. · Данные о продажах + прослушиваниях приведены только на основе сертификации. |              |         |